# Théorie de la flamme de diffusion de Liñán
La théorie de la flamme de diffusion de Liñán a été développée par Amable Liñán en 1974 pour l'étude de la flamme de diffusion à l'aide de l'asymptotique des grandes énergies d'activation,,. Liñán a étudié des jets plans à contre-courant de combustible et d'oxydant pour étudier l'existence et la structure d'une flamme de diffusion, en analysant toute la gamme des nombres de Damköhler.

## Les divers régimes
La théorie suppose une loi d'Arrhenius irréversible à une seule étape pour la chimie de combustion avec une masse volumique et des propriétés de transport constantes et des nombres de Lewis unité. Avec ces hypothèses et en utilisant la formulation de Schvab-Zeldovitch l'équation régissant le champ de température adimensionnelle {\displaystyle T(y)} au voisinage du point d'arrêt se réduit à :
{\displaystyle {\frac {d^{2}T}{dy^{2}}}+y{\frac {dT}{dy}}=-\mathrm {Da} \ y_{F}y_{O}e^{-T_{a}/T}}
où {\displaystyle \mathrm {Da} } est le nombre de Damköhler et {\displaystyle T_{a}=E_{a}/R} est la température d'activation. La température est adimensionnée par {\displaystyle {\frac {Q}{C_{p}}}} où {\displaystyle C_{p}} est la chaleur massique et {\displaystyle Q} l'énergie par unité de masse issue de la combustion complète d'un mélange stœchiométrique.
Les fractions massiques du combustible et de l'oxydant sont mises à l'échelle avec leurs valeurs respectives dans les flux incidents :
{\displaystyle {\begin{aligned}y_{F}&=Z+T_{f}-T\\y_{O}&=(1-Z)/S+T_{f}-T\end{aligned}}}
avec des conditions aux limites {\displaystyle \lim \limits _{y\to \infty }{T}=T_{\infty }} et {\displaystyle \lim \limits _{y\to -\infty }{T}=T_{-\infty }}.
{\displaystyle T_{f}=T_{\infty }-\beta Z} avec {\displaystyle \beta =T_{\infty }-T_{-\infty }} est la température en l'absence de combustion (solution « gelée ») et {\displaystyle S} est le paramètre stoechiométrique (masse d'oxydant nécessaire pour brûler une masse donnée de combustible).
La fraction de mélange {\displaystyle Z} est représentée par la fonction :
{\displaystyle Z={\frac {1}{2}}\mathrm {erfc} \left({\frac {y}{\sqrt {2}}}\right)}
Celle-ci permet de réécrire l'équation de conservation en fonction de la variable indépendante {\displaystyle Z} :
{\displaystyle {\frac {d^{2}T}{dZ^{2}}}=-2\pi e^{y^{2}}\mathrm {Da} \ y_{F}y_{O}e^{-T_{a}/T}\,,\quad y={\sqrt {2}}\,\mathrm {erfc} ^{-1}(2Z)}
avec des conditions aux limites {\displaystyle T(0)=T_{\infty }} et {\displaystyle T(1)=T_{\infty }-\beta }.
La résolution de l'équation ci-dessus en utilisant l'asymptotique des grandes énergies d'activation {\displaystyle T_{a}\to \infty } pour un nombre de Damköhler {\displaystyle \mathrm {Da} \in (0,\infty )} permet de définir quatre types de solution correspondantes à quatre régimes physiques.

### Régimes «gelé» et allumage
- À l'ordre zéro on a :

{\displaystyle {\frac {d^{2}T}{dZ^{2}}}=0\quad \Rightarrow T=T_{f}\,,\quad y_{O}=(1-Z)/S\,,\quad y_{F}=Z}
Le milieu est gelé (pas de combustion).
- À l'ordre un du développement de l'exponentielle on observe une augmentation de la réaction pour des grandes valeurs de {\displaystyle \mathrm {Da} } si {\displaystyle \beta >1}. Dans le cas contraire l'équation admet deux solutions si {\displaystyle \mathrm {Da} <\mathrm {Da} _{E}} et aucune sinon. {\displaystyle \mathrm {Da} _{E}} est le nombre de Damköhler d'extinction défini ci-dessous.

La condition {\displaystyle \beta >1} est équivalente à {\displaystyle T_{\infty }<T_{A}} où {\displaystyle T_{A}=T_{\infty }+(1-\beta )/(S+1)} est la température de flamme adiabatique.
Aucun front de réaction n'existe dans ce régime.

### Régime de combustion partielle
Pour {\displaystyle \beta <1/2} il existe un front de flamme d'épaisseur faible situé en {\displaystyle Z_{b}=[2+\beta (T_{b}-T_{\infty })]^{-1}} où {\displaystyle T_{b}} est la température de flamme. Toutefois ce régime n'est possible que pour {\displaystyle \beta <1/2}. Les régions de part et d'autre sont gelées.
La température est donnée par :
{\displaystyle {\begin{array}{rcl}T&=&T_{\infty }+(T_{b}-T_{\infty })(Z/Z_{b})&\mathrm {si} &Z<Z_{b}\\T&=&T_{\infty }-\beta +(T_{b}-T_{\infty }+\beta )(1-Z)(1-Z_{b})&\mathrm {si} &Z>Z_{b}\end{array}}}

### Flamme prémélangée
Le front de flamme en {\displaystyle Z=Z_{p}} sépare une région gelée et une région d'équilibre thermodynamique :
- si {\displaystyle S+2\beta >1} l'équilibre avec {\displaystyle y_{F}=0} est obtenu en {\displaystyle Z<Z_{p}} et la région figée en {\displaystyle Z>Z_{p}} ;
- si {\displaystyle S+2\beta <1} l'équilibre avec {\displaystyle y_{O}=0} est obtenu en {\displaystyle Z>Z_{p}} et la région figée en {\displaystyle Z<Z_{p}}.

### Régime contrôlé par la diffusion, proche de l'équilibre
Ce régime, décrit par l'équation de Liñán, suppose une zone de réaction mince séparant deux régions proches de l'équilibre :
- si {\displaystyle Z<Z_{e}} alors {\displaystyle y_{F}=0\quad \Rightarrow \quad T=T_{\infty }+(1-\beta )Z},
- si {\displaystyle Z>Z_{e}} alors {\displaystyle y_{O}=0\quad \Rightarrow \quad T=T_{\infty }+1/S-(1/S+\beta )Z},

La position de la flamme est donnée par :
{\displaystyle Z_{e}=1/(S+1)}

## Nombre de Damköhler d'extinction
L'extinction (ou l'allumage) dans le milieu est étudiée par l'intermédiaire de la sensibilité de la température au nombre de Damköler en utilisant l'analyse asymptotique. On utilise pour le développement un petit paramètre {\displaystyle \epsilon =T_{\infty }^{2}/T_{a}}. L'analyse est applicable à la fois aux problèmes d'allumage et d'extinction dans tous les régimes décrits ci-dessus. Par la suite on particularise l'étude à l'extinction de la flamme de diffusion.
On définit un nombre de Damköhler réduit par :
{\displaystyle \delta =8\pi Z_{s}^{2}e^{y_{s}^{2}}\left({\frac {T_{s}^{2}}{T_{a}}}\right)^{3}\mathrm {Da} \ e^{-T_{a}/T}}
où {\displaystyle y_{s}={\sqrt {2}}\,\mathrm {erfc} ^{-1}(2Z_{s}),\ Z_{s}=S/(S+1)} et {\displaystyle T_{s}=T_{\infty }+Z_{s}(1-\beta )}.
La théorie prédit une expression approchée pour le nombre de Damköhler réduit auquel la flamme s'éteint donnée par :
{\displaystyle \delta _{E}=e\left[(1-\gamma )-(1-\gamma )^{2}+0.26(1-\gamma )^{3}+0.055(1-\gamma )^{4}\right]\,,\quad \gamma =1-2(1-\beta )(1-Z_{s})}